# Amade ibne Iáia
Amade ibne Iáia Hamidadine (Ahmad  bin Yahya Hamidaddin; 18 de junho de 1891 - 18 de setembro de 1962) foi o penúltimo rei do Reino do Iêmen entre 1948 a 1962. Seu nome e título completo era H.M. Nácer Lidine Alá Amade ibne Mutavaquil Alalá Iáia (H. M. al-Nasir-li-din Allah Ahmad bin al-Mutawakkil Ala Allah Yahya), Imame e Comandante dos Fiéis, e Rei do Reino Mutavaquilitea do Iêmen. Amade foi considerado um déspota, e seu foco principal foi a modernização militar. Na política internacional, Amade forjou muitos laços com os regimes comunistas, incluindo a União Soviética e a China. Também idealizou a união entre o Egito e a Síria, mas isso iria durar apenas três anos. Internamente, trabalhou para a criação do Grande Iêmen, que teria envolvido a anexação do protetorado britânico de Adém.
Ibne Iáia era o filho mais velho de Iáia Maomé Hamidadine, do ramo Hamidadine da dinastia alcácimi. Entre 1920 e 1930, como um efetivo príncipe herdeiro, Amade ajudou seu pai por meio de campanhas que levaram a suprimir revoltas tribais. Após a morte de seu pai em um golpe de Estado de 1948, Amade foi capaz de recuperar o poder alguns meses mais tarde. Ele foi formalmente eleito Imame pelos líderes tribais Zaiditas. As estruturas do Estado deram-lhe o poder supremo do país. Em 1955, um golpe de Estado por um grupo de oficiais e dois irmãos de Amade foi esmagado. Em abril de 1956, Amade ibne Iáia assinou um pacto de defesa mútua com o Egito, envolvendo um comando militar unificado.
Em setembro de 1962, Amade ibne Iáia faleceu de morte natural e foi brevemente sucedido por seu filho Muhammad al-Badr.